# Marilena de Souza Chaui
Marilena de Souza Chaui (4 de septiembre de 1941) es una filósofa brasileña y Profesora de filosofía moderna en la Universidad de São Paulo. Estudiosa de Baruch Spinoza y Maurice Merleau-Ponty. Ha recibido premios y reconocimientos entre los que destacan los títulos de doctor honoris causa, por la Universidad de París VIII (2003) y por la Universidad Nacional de Córdoba (2004). Chaui es uno de los miembros fundadores del Partido de los Trabajadores y una crítica asidua del modelo capitalista.

## Biografía
Marilena de Souza Chaui nació en la gran región de São Paulo, cuando tenía un año  se mudó con su familia a Pindorama, donde creció hasta la edad de nueve. A los catorce años años regresó a Sao Paolo. Chaui es hija del periodista Nicolás Alberto Chaui, de origen árabe, y de la profesora Laura de Souza Chaui. Estuvo casada con el periodista José Augusto de Mattos Berlinck, con quien tuvo dos hijos, José Guilherme y Luciana. Actualmente está casada con Michael Hall, historiador y profesor de la Universidad Estatal de Campinas.
Fue durante la universidad que Marilena Chaui entró en contacto con el pensamiento de izquierda. Durante el período vivido en Francia, entre 1967 y 1969, que Marilena dice que se graduó políticamente como intelectual de izquierda y desde entonces se convirtió en oficial militar en Brasil y en el extranjero.  Marilena fue uno de los miembros fundadores del Partido de los Trabajadores.

## Trayectoria académica
Chaui es profesora de Historia, filosofía política y filosofía moderna en la Universidad de São Paulo, alcanzó el grado de maestría en 1967, y recibió su doctorado en 1971 con el ensayo  "Introducción a la lectura de Spinoza", bajo la dirección de la filósofa Gilda de Mello e Souza Rocha. En 1977, comenzó a enseñar  Filosofía en la Universidad de São Paulo.
Su libro ¿Qué es la ideología? fue seleccionado por el Ministerio de Educación y Cultura de Brasil como libro de texto obligatorio en las escuelas públicas, convirtiéndose en un bestseller con más de cien mil ejemplares vendidos. Chaui se había desempeñado como Secretaria Municipal de Cultura de São Paulo, de 1989 a 1992, durante la administración de Luiza Erundina (1988-1992). En 2013, publica el libro "10 años de gobierno post-liberal en Brasil: Lula y Dilma."
Por su obra ha recibido en numerosas ocasiones el título de doctor honoris causa y fue becaria del gobierno francés (Université de Clermond-Ferrand y Université de París Sorbonne). Se especializa en Historia de la Filosofía Moderna, Filosofía Política, Ética y Filosofía Contemporánea. Desde 1967 es Profesora de Graduada en Filosofía y desde 1972, Profesora de Posgrado en Filosofía. Chaui también es una intelectual comprometida con la defensa de los derechos civiles en su país. Uno de los principales ejes de su pensamiento ha sido la defensa de la universidad pública.
Forma parte de la Comisión Teotônio Vilela para la Defensa de los Derechos, que ayudó a fundar una organización no gubernamental (ONG) a favor de los derechos humanos.  Es miembro fundadora de CEDEC (Centro de Estudios de Cultura Contemporánea) y del Consejo Directivo de la Fundación Perseu Abramo del Partido de Trabajadores. Incursionó en política como secretaria municipal de Cultura de San Pablo (1989-1992) y formó parte del Consejo Nacional de Educación (2002-2006). Es integrante de los Consejos Editoriales de las revistas Cahiers Spinoza (Francia), Studia Spinozana (Alemania) e Historia Philosophica (Italia).

## Premios recibidos
- Premio APCA por el libro Cultura y Democracia (1981)[7]
- Premio Jabuti por el libro Invitación a la filosofía (1995)[8]
- Premio Jabuti y Sérgio Buarque de Holanda por A nervura do real (1999)[9]
- Orden de las Palmas Académicas otorgada por la Presidencia de la República Francesa (1992)[9]
- Doctorado honoris causa, por la Universidad de París VIII (2003)[10]
- Doctorado honoris causa, por la Universidad Nacional de Córdoba (2004)[10]
- Troféu Bigodagem (2022)